# Карбоняно
Карбоня̀но (на италиански: Carbognano) е село и община в Централна Италия, провинция Витербо, регион Лацио. Разположено е на 394 m надморска височина. Населението на общината е 2007 души (към 2010 г.).